# Okręg wyborczy East Devon
Okręg wyborczy East Devon powstał w 1868 r. i wysyłał do brytyjskiej Izby Gmin dwóch deputowanych. Okręg zlikwidowano w 1885 r. Przywrócono go ponownie w 1997 r. jako okręg jednomandatowy. Obejmuje on wschodnią część hrabstwa Devon.

## Deputowani do brytyjskiej Izby Gmin z okręgu East Devon

### Deputowani w latach 1868–1885
- 1868–1880: Lawrence Palk, Partia Konserwatywna
- 1868–1870: Edward Courtenay, lord Courtenay, Partia Konserwatywna
- 1870–1885: John Henry Kennaway, Partia Konserwatywna
- 1880–1885: William Walrond, Partia Konserwatywna

### Deputowani po 1997 r.
- 1997–2001: Peter Emery, Partia Konserwatywna
- 2001– : Hugo Swire, Partia Konserwatywna